# Florence Baker

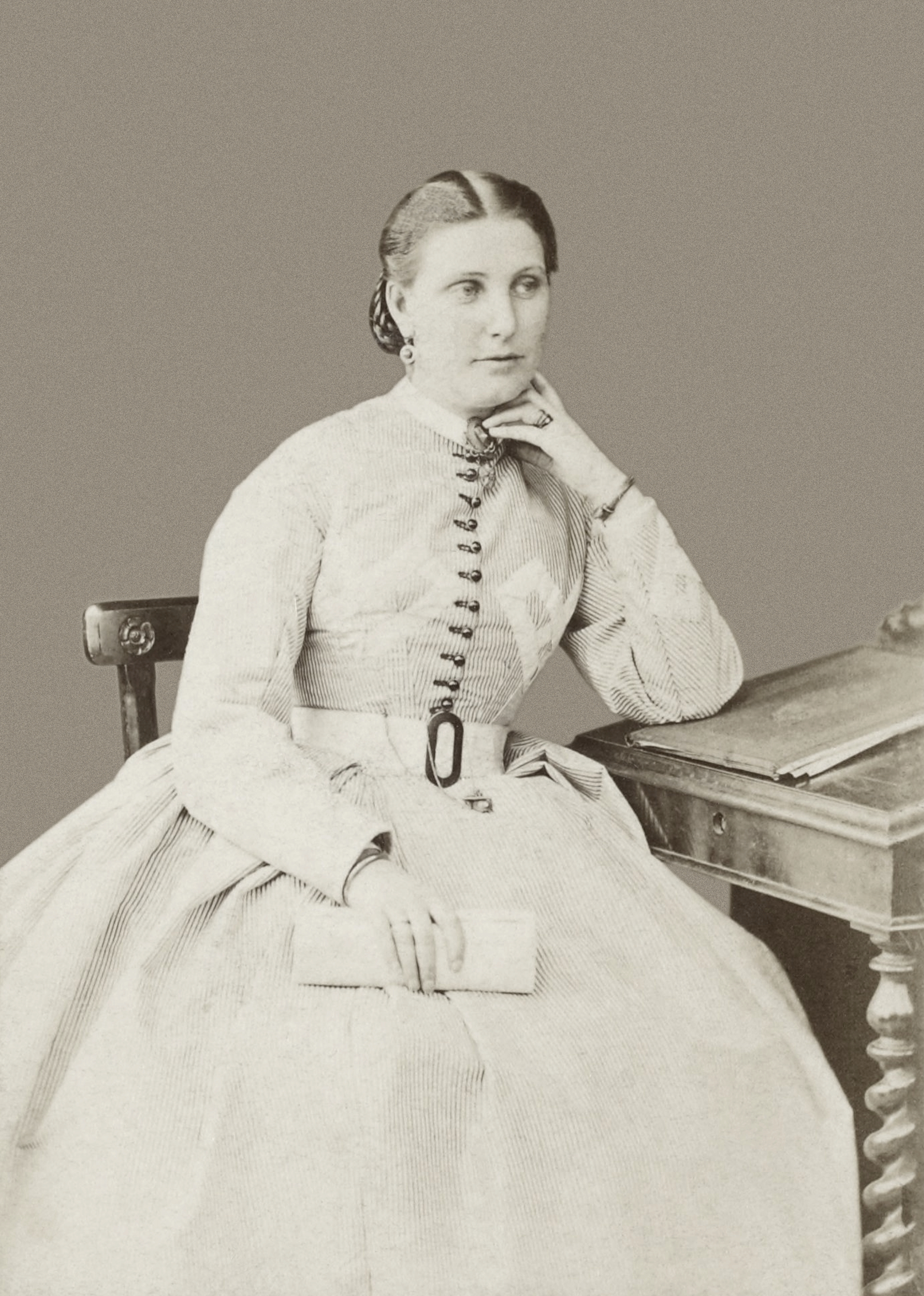
Florence Baker um 1875

Florence Barbara Maria, Lady Baker (* 6. August 1841 in Straßburg am Mieresch (Siebenbürgen), Kaisertum Österreich als Flora Barbara Maria Szász, dt.: Maria Freiin von Sass; ro.: Florica Maria Sas; † 11. März 1916 in Newton Abbot (Devon), England) war die zweite Frau von Sir Samuel White Baker und begleitete diesen bei seinen Forschungsreisen in Afrika. Gemeinsam erforschten sie als erste Europäer den Albertsee und erhebliche Teile des Oberlaufs des Weißen Nils. Sie war die erste und im 19. Jahrhundert einzige europäische Frau, die an Expeditionen zu den Nilquellen teilnahm.

## Lebenslauf

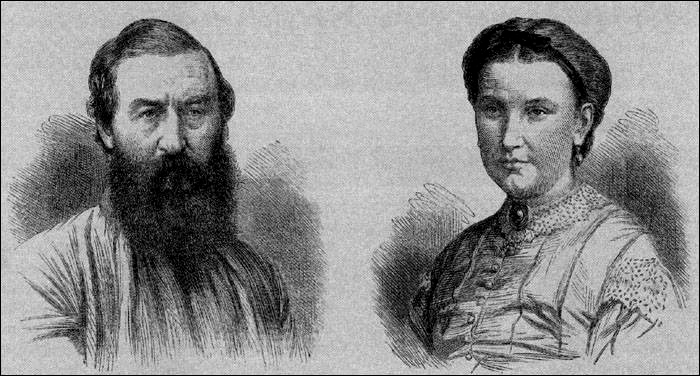
Samuel und Florence Baker

Szász wurde 1841 (nach anderen, weniger gut bestätigten Quellen 1845) im zum Kaisertum Österreich gehörenden Siebenbürgen als Tochter einer deutschstämmigen Adelsfamilie geboren. Ihr Vater war Mathias (von) Szász (Sass), Adjutant des polnischen Generals Józef Bem unter Lajos Kossuth während der Ungarischen Revolution 1848/1849 in Siebenbürgen.
Nach späteren Erzählungen wurden ihre Eltern während der Revolution auf dem Familiensitz in Siebenbürgen ermordet. Sie wuchs dann in einem osmanischen Harem auf und erhielt dort den Namen Florence. Sie genoss eine vergleichsweise gute Erziehung und beherrschte neben Deutsch und Rumänisch auch Bulgarisch und Türkisch. 1859 sollte sie als Sklavin auf dem Sklavenmarkt von Widin (im heutigen Bulgarien) verkauft werden. Dort wurde der zufällig anwesende Samuel White Baker auf sie aufmerksam. 
Das spätere Ehepaar Baker stellte die weitere Geschichte stets so dar, dass Samuel Florence habe freikaufen wollen, aber vom osmanischen Pascha von Widin überboten worden sei. Daraufhin habe Samuel sie befreit, nachdem er die Sklavenwärter bestochen habe. Beide seien versteckt in einer Kutsche nach Bukarest geflohen, wo Baker als Oberaufseher mit der Planung und dem Bau einer Bahnlinie durch die Dobrudscha beauftragt wurde. Der britische Konsul habe ihr auf Bakers Wunsch kurzerhand einen britischen Pass auf den Namen Florence Barbara Maria Finnian ausgestellt. Während es für die Herkunft und die Anwesenheit der beiden auf dem Sklavenmarkt unabhängige Quellen gibt, liegen für Befreiung und gemeinsame Flucht nur die Aussagen der Bakers vor, die auch ein seinerzeit häufiges Motiv von romantischen Abenteuerromanen waren, sodass der Wahrheitsgehalt fraglich ist.
Florence wurde zunächst Samuels Begleiterin, dann seine Lebensgefährtin und 1865 seine Ehefrau.

## Reisen nach Afrika
1861 brach sie mit ihrem späteren Mann auf eine Expedition zur Erforschung der Quellen des Nils auf. Ihre Arabischkenntnisse sowie ihre diplomatischen Fähigkeiten erwiesen sich für den Erfolg der Expedition immer wieder als unerlässlich. Dabei entdeckten und erforschten sie den Albertsee, kamen als erste Europäer an die Murchison Falls und bereisten bislang unbekannte Gebiete am Oberlauf des Nils.
1869 nahm sie an der Seite ihres Mannes an einer weiteren Expedition im Auftrage des Khediven teil und blieb mit ihm bis 1873 im Sudan, wo jener die Funktion eines Gouverneurs von Äquatoria übernommen hatte.

## Leben in Großbritannien
Aufgrund Bakers im Dunkeln liegender Herkunft und der Tatsache, dass sie über sechs Jahre unverheiratet mit ihrem späteren Mann zusammengelebt hatte, weigerte sich Königin Victoria, sie zu empfangen. Während ihr Mann geehrt wurde, blieb sie von offiziellen Einladungen ausgeschlossen. Nach dem Tod ihres Mannes zog sie sich ganz in das Privatleben zurück.

## Sonstiges
Die für das viktorianische Zeitalter außerordentlich ungewöhnliche Lebens- und Liebesbeziehung des Ehepaars Baker gab in der zeitgenössischen Presse zu zahlreichen Spekulationen und Berichten Anlass. Dies wurde von beiden in Kauf genommen, erhöhte es doch ihren Bekanntheitsgrad und steigerte die Auflage der zahlreichen von Samuel White Baker geschriebenen Bücher.
Zwar wurde Florence Baker von den Suffragetten als Beispiel für die Leistungsfähigkeit von Frauen instrumentalisiert, sie selbst hatte dies jedoch weder gewünscht noch gefördert.

## Tod
Florence Baker starb am 11. März 1916 mit 74 Jahren in ihrem Haus in Newton Abbot. Sie hat ihren Mann um 22 Jahre überlebt und wurde neben ihm beigesetzt.